# Novoroční projev
Novoroční projev je projev hlavy státu, hlavy vlády nebo jiného vysokého ústavního činitele přenášený médii na přelomu roku.

## Česko
Novoroční, případně vánoční projev, pronášeli v Československu či České republice zejména prezidenti. Tradici novoročních promluv zahájil první československý prezident Tomáš Garrigue Masaryk, ve 30. letech 20. století přešel k vánočním poselstvím. K novoročnímu termínu prezidentských projevů se vrátil Klement Gottwald. Na nějakou dobu poslední novoroční prezidentský projev měl v Česku roku 2013 Václav Klaus. Za mandátu Miloše Zemana nemělo Česko žádný televizní novoroční prezidentský projev. V roce 2019 se řečí vystoupili šéfové obou parlamentních komor. O rok později se řečí vystoupil premiér.
Vondráčkova nástupkyně v čele Poslanecké sněmovny, Markéta Pekarová Adamová, v letech 2022 a 2023 projev neměla a ani v roce 2024 jej neplánuje. V r. 2024 obnovil zvolený prezident Petr Pavel tradici Novoročních projevů.

### Vánoční poselství
V prosinci 2013 prezident Miloš Zeman uvedl, že nenaváže na tradici prezidentských novoročních projevů, místo toho bude mít 26. prosince vánoční poselství ze zámku v Lánech a chce tak navázat na zvyk z první republiky, kdy podobné projevy z období Vánoc měl Tomáš Garrigue Masaryk. Vánoční projev prezidenta republiky (vysílaný 26. prosince) se vysílal v období od r. 2013 do r. 2022. V r. 2023 prezident republiky neměl ani novoroční (M. Zeman), ani vánoční (P. Pavel) projev. Prezident Petr Pavel obnovil 1. ledna 2024 novoroční projev prezidenta republiky.
Přestože o první prezidentské vánoční poselství se pokusil už T. G. Masaryk v roce 1933, s pravidelnými vánočními projevy začal až o tři roky později prezident Edvard Beneš. Na Beneše navázali Emil Hácha i slovenská hlava státu Jozef Tiso. Poslední vánoční poselství pronesl prezident Edvard Beneš 26. prosince 1947. Předseda Senátu Miloš Vystrčil se rozhodl místo novoročního projevu přednést vánoční projev už 18. prosince (adventní potažmo k 27. výročí 1. zasedání Senátu).
Premiér Petr Fiala (ODS) vystoupil s projevem k občanům 26. prosince 2023.